# Synsphyronus tenuis
Espèce
Synsphyronus tenuis est une espèce de pseudoscorpions de la famille des Garypidae.

## Distribution
Cette espèce est endémique du Mid West en Australie-Occidentale. Elle se rencontre dans le parc national de Kalbarri.

## Description
Le mâle holotype mesure 3,44 mm et la femelle paratype 3,97 mm, les mâles mesurent de 3,44 à 3,74 mm et les femelles de 3,66 à 4,29 mm.

## Systématique et taxinomie
Cette espèce a été décrite par Harvey en 2022.

## Publication originale
- Harvey, 2022 : « Three new species of the pseudoscorpion genus Synsphyronus (Pseudoscorpiones: Garypidae) from semi-arid Western Australia. » Australian Journal of Taxonomy, vol. 6, p. 1–15 (texte intégral).